# Uvaria littoralis
Uvaria littoralis är en kirimojaväxtart som först beskrevs av Carl Ludwig von Blume, och fick sitt nu gällande namn av Carl Ludwig von Blume. Uvaria littoralis ingår i släktet Uvaria och familjen kirimojaväxter. Utöver nominatformen finns också underarten U. l. miquelii.